# Saint-Martin-de-Ré
Saint-Martin-de-Ré è un comune francese di 2 617 abitanti situato nel dipartimento della Charente Marittima nella regione della Nuova Aquitania. Il borgo, cinto da poderose fortificazioni fatte erigere da Vauban nel XVII secolo, che gli hanno fatto ottenere dall'UNESCO nel 2008 la classificazione di Patrimonio dell'umanità, è diventato, negli ultimi decenni, una frequentata stazione balneare.

## Società

### Evoluzione demografica
Abitanti censiti